# Premiile Dragon
Premiile Dragon (în engleză Dragon Awards) reprezintă un set de premii votate de fandom și prezentate anual din 2016 de Dragon Con pentru excelență în diferite categorii: romane, filme, emisiuni de televiziune și jocuri în genurile științifico-fantastic, fantezie și horror.

## Istorie
Premiile Dragon au fost prezentate pentru prima dată în 2016, create cu ocazia celei de-a 30-a aniversări a convenției Dragon Con pentru a „recunoaște excelența în toate lucrările science fiction și fantasy”. În 2018, 11.000 de alegători au votat. Premiile sunt distribuite anual la Dragon Con din Atlanta, Georgia.
Lista finalistă pentru primele premii Dragon a fost anunțată la 11 august 2016, iar câștigătorii au fost anunțați la 4 septembrie în același an.
O caracteristică unică a Premiilor este că acesta sunt acordate unui set divers de sub-genuri.
În 2017, autorii nominalizați Allison Littlewood, John Scalzi și N.K. Jemisin au cerut să le fie scoase numele din buletinele de vot. John Scalzi s-a răzgândit apoi și și-a păstrat numele pe buletinele de vot. Coordonatorii Premiilor Dragon au refuzat inițial să înlăture numele autorilor, apoi s-au răzgândit după ce au primit critici pe bloguri și în publicații de science fiction.

## Câștigători
Lista completă a câștigătorilor și a nominalizărilor poate fi găsită la Lista câștigătorilor Premiilor Dragon.

### Cel mai bunroman științifico-fantastic
| An   | Lucrare                                                              | Autor(i)          | Editură                | Ref.          |
| ---- | -------------------------------------------------------------------- | ----------------- | ---------------------- | ------------- |
| 2016 | Somewhither: Being the First Part of A Tale of the Unwithering Realm | John C. Wright    | Castalia House         | [ 12 ]        |
| 2017 | Babylon's Ashes                                                      | James S. A. Corey | Orbit Books            | [ 13 ]        |
| 2018 | Artemis                                                              | Andy Weir         | Crown Publishing Group | [ 14 ] [ 15 ] |
| 2019 | A Star-Wheeled Sky                                                   | Brad R. Torgersen | Baen Books             | [ 16 ]        |

### Cel mai bun roman de fantezie
| An   | Lucrare                        | Autor(i)                  | Editură    | Ref.   |
| ---- | ------------------------------ | ------------------------- | ---------- | ------ |
| 2016 | Son of the Black Sword         | Larry Correia             | Baen Books | [ 12 ] |
| 2017 | Monster Hunter Memoirs: Grunge | Larry Correia, John Ringo | Baen Books | [ 13 ] |
| 2018 | Oathbringer                    | Brandon Sanderson         | Tor Books  | [ 14 ] |
| 2019 | House of Assassins             | Larry Correia             | Baen Books | [ 16 ] |

### Cel mai bun roman pentru tineret
| An   | Lucrare                    | Autor(i)        | Editură               | Ref.          |
| ---- | -------------------------- | --------------- | --------------------- | ------------- |
| 2016 | The Shepherd's Crown       | Terry Pratchett | Doubleday             | [ 12 ]        |
| 2017 | The Hammer of Thor         | Rick Riordan    | Disney-Hyperion Books | [ 13 ]        |
| 2018 | Children of Blood and Bone | Tomi Adeyemi    | Henry Holt            | [ 14 ] [ 17 ] |
| 2019 | Bloodwitch                 | Susan Dennard   | Tor Books             | [ 16 ]        |

### Cel mai bun romanștiințifico-fantastic sau fantastic militar
| An   | Lucrare                   | Autor(i)                                 | Editură        | Ref.   |
| ---- | ------------------------- | ---------------------------------------- | -------------- | ------ |
| 2016 | Hell's Foundations Quiver | David Weber                              | Tor Books      | [ 12 ] |
| 2017 | Iron Dragoons             | Richard Fox                              | Triplane Press | [ 13 ] |
| 2018 | A Call to Vengeance       | Timothy Zahn, David Weber și Thomas Pope | Baen Books     | [ 14 ] |
| 2019 | Uncompromising Honor      | David Weber                              | Baen Books     | [ 16 ] |

### Cel mai bun roman deucronie
| An   | Lucrare           | Autor(i)                           | Editură       | Ref.   |
| ---- | ----------------- | ---------------------------------- | ------------- | ------ |
| 2016 | League of Dragons | Naomi Novik                        | Del Rey Books | [ 12 ] |
| 2017 | Fallout           | Harry Turtledove                   | Del Rey Books | [ 13 ] |
| 2018 | Uncharted         | Kevin J. Anderson și Sarah A. Hoyt | Baen Books    | [ 14 ] |
| 2019 | Black Chamber     | S. M. Stirling                     | Baen Books    | [ 16 ] |

### Cel mai bun roman apocaliptic
Categoria a fost înlăturată în 2018. 
| An   | Lucrare          | Autor(i)      | Editură        | Ref.          |
| ---- | ---------------- | ------------- | -------------- | ------------- |
| 2016 | Ctrl Alt Revolt! | Nick Cole     | auto-publicată | [ 12 ]        |
| 2017 | Walkaway         | Cory Doctorow | Tor Books      | [ 13 ] [ 18 ] |

### Cel mai bun roman bazat pe un produs media
Categoria a fost introdusă prima dată în 2018. 
| An   | Lucrare                    | Autor(i)     | Editură              | Ref.   |
| ---- | -------------------------- | ------------ | -------------------- | ------ |
| 2018 | Leia: Princess of Alderaan | Claudia Gray | Disney-Lucasfilm     | [ 14 ] |
| 2019 | Thrawn: Alliances          | Timothy Zahn | Penguin Random House | [ 16 ] |

### Cel mai bun roman de groază
| An   | Lucrare           | Autor(i)                  | Editură            | Ref.   |
| ---- | ----------------- | ------------------------- | ------------------ | ------ |
| 2016 | Souldancer        | Brian Niemeier            | auto-publicat      | [ 12 ] |
| 2017 | The Changeling    | Victor LaValle            | Spiegel & Grau     | [ 13 ] |
| 2018 | Sleeping Beauties | Stephen King și Owen King | Scribner           | [ 14 ] |
| 2019 | Little Darlings   | Melanie Golding           | Crooked Lane Books | [ 16 ] |

### Cea mai bună carte de benzi desenate
| An   | Lucrare                    | Autor(i) Artist(i)                                            | Editură                | Ref.          |
| ---- | -------------------------- | ------------------------------------------------------------- | ---------------------- | ------------- |
| 2016 | Ms. Marvel                 | Sana Amanat, Stephen Wacker, G. Willow Wilson, Adrian Alphona | Marvel Comics          | [ 19 ]        |
| 2017 | The Dresden Files: Dog Men | Jim Butcher, Mark Powers                                      | Dynamite Entertainment | [ 20 ] [ 21 ] |
| 2018 | Mighty Thor                | Jason Aaron și Russell Dauterman                              | Marvel Comics          | [ 14 ] [ 22 ] |
| 2019 | Saga                       | Brian K. Vaughan și Fiona Staples                             | Image Comics           | [ 16 ] [ 23 ] |

### Cel mai bun roman grafic
| An   | Lucrare                              | Autor(i) Artist(i)                               | Editură                | Ref.          |
| ---- | ------------------------------------ | ------------------------------------------------ | ---------------------- | ------------- |
| 2016 | The Sandman: Overture                | Neil Gaiman, J. H. Williams III                  | Vertigo Comics         | [ 12 ]        |
| 2017 | The Dresden Files: Wild Card         | Jim Butcher, Carlos Gomez                        | Dynamite Entertainment | [ 13 ]        |
| 2018 | White Sand, Volume 1                 | Brandon Sanderson, Rik Hoskin și Julius M. Gopez | Dynamite Entertainment | [ 14 ] [ 24 ] |
| 2019 | X-Men: Grand Design – Second Genesis | Ed Piskor                                        | Marvel Comics          | [ 16 ] [ 25 ] |

### Cea mai bună serie SF sau de fantezie
| An   | Lucrare         | Creator(i)                 | Lansat pe   | Ref.   |
| ---- | --------------- | -------------------------- | ----------- | ------ |
| 2016 | Game of Thrones | David Benioff, D. B. Weiss | HBO         | [ 19 ] |
| 2017 | Stranger Things | The Duffer Brothers        | Netflix     | [ 20 ] |
| 2018 | Game of Thrones | David Benioff, D. B. Weiss | HBO         | [ 14 ] |
| 2019 | Good Omens      | Neil Gaiman                | Prime Video | [ 26 ] |

### Cel mai bun film SF sau de fantezie
| An   | Lucrare           | Creator(i)                                                                                            | Studio | Ref.   |
| ---- | ----------------- | --- | --- | ------ |
| 2016 | The Martian       | Ridley Scott (regizor), Drew Goddard (scenarist)                                                      | Scott Free Productions, Kinberg Genre, TSG Entertainment                                                            | [ 19 ] |
| 2017 | Wonder Woman      | Patty Jenkins (regizor), Allan Heinberg (scenarist), Zack Snyder (scenarist), Jason Fuchs (scenarist) | RatPac-Dune Entertainment, DC Films, Tencent Pictures, Wanda Pictures, Atlas Entertainment, Cruel and Unusual Films | [ 20 ] |
| 2018 | Black Panther     | Ryan Coogler (regizor, scenarist), Joe Robert Cole (scenarist)                                        | Marvel Studios | [ 14 ] |
| 2019 | Avengers: Endgame | Frații Russo (regizori)                                                                               | Marvel Studios | [ 27 ] |

### Cel mai bun joc video PC sau de console, SF sau de fantezie
| An   | Lucrare                                 | Editură              | Ref.   |
| ---- | --------------------------------------- | -------------------- | ------ |
| 2016 | Fallout 4                               | Bethesda Softworks   | [ 28 ] |
| 2017 | The Legend of Zelda: Breath of the Wild | Nintendo             | [ 29 ] |
| 2019 | Middle-earth: Shadow of War             | Monolith Productions | [ 14 ] |
| 2019 | Red Dead Redemption 2                   | Rockstar Games       | [ 16 ] |

### Cel mai bun joc video mobil SF sau de fantezie
| An   | Lucrare                        | Editură                         | Ref.   |
| ---- | ------------------------------ | ------------------------------- | ------ |
| 2016 | Fallout Shelter                | Bethesda Softworks              | [ 28 ] |
| 2017 | Pokémon Go                     | Niantic                         | [ 29 ] |
| 2018 | Harry Potter: Hogwarts Mystery | Jam City                        | [ 14 ] |
| 2019 | Harry Potter: Wizards Unite    | Niantic, WB Games San Francisco | [ 16 ] |

### Cel mai bun joc de masă, SF sau de fantezie
| An   | Lucrare                                     | Editură           | Ref.   |
| ---- | ------------------------------------------- | ----------------- | ------ |
| 2016 | Pandemic: Legacy                            | Z-Man Games       | [ 28 ] |
| 2017 | Betrayal at House on the Hill: Widow’s Walk | Avalon Hill       | [ 29 ] |
| 2018 | Red Dragon Inn 6: Villains                  | Slugfest Games    | [ 14 ] |
| 2019 | The Betrayal Legacy                         | Avalon Hill Games | [ 16 ] |

### Cel mai bun joc RPG, de colectat cărți sau miniaturi, SF sau de fantezie
| An   | Lucrare                                             | Editură              | Ref.   |
| ---- | --------------------------------------------------- | -------------------- | ------ |
| 2016 | Call of Cthulhu Roleplaying Game (7th edition)      | Chaosium             | [ 28 ] |
| 2017 | Magic: The Gathering: Eldritch Moon                 | Wizards of the Coast | [ 29 ] |
| 2018 | Magic: The Gathering: Unstable                      | Wizards of the Coast | [ 14 ] |
| 2019 | Call of Cthulhu: Masks of Nyarlathotep Slipcase Set | Chaosium             | [ 16 ] |